# برونو جاکومتی

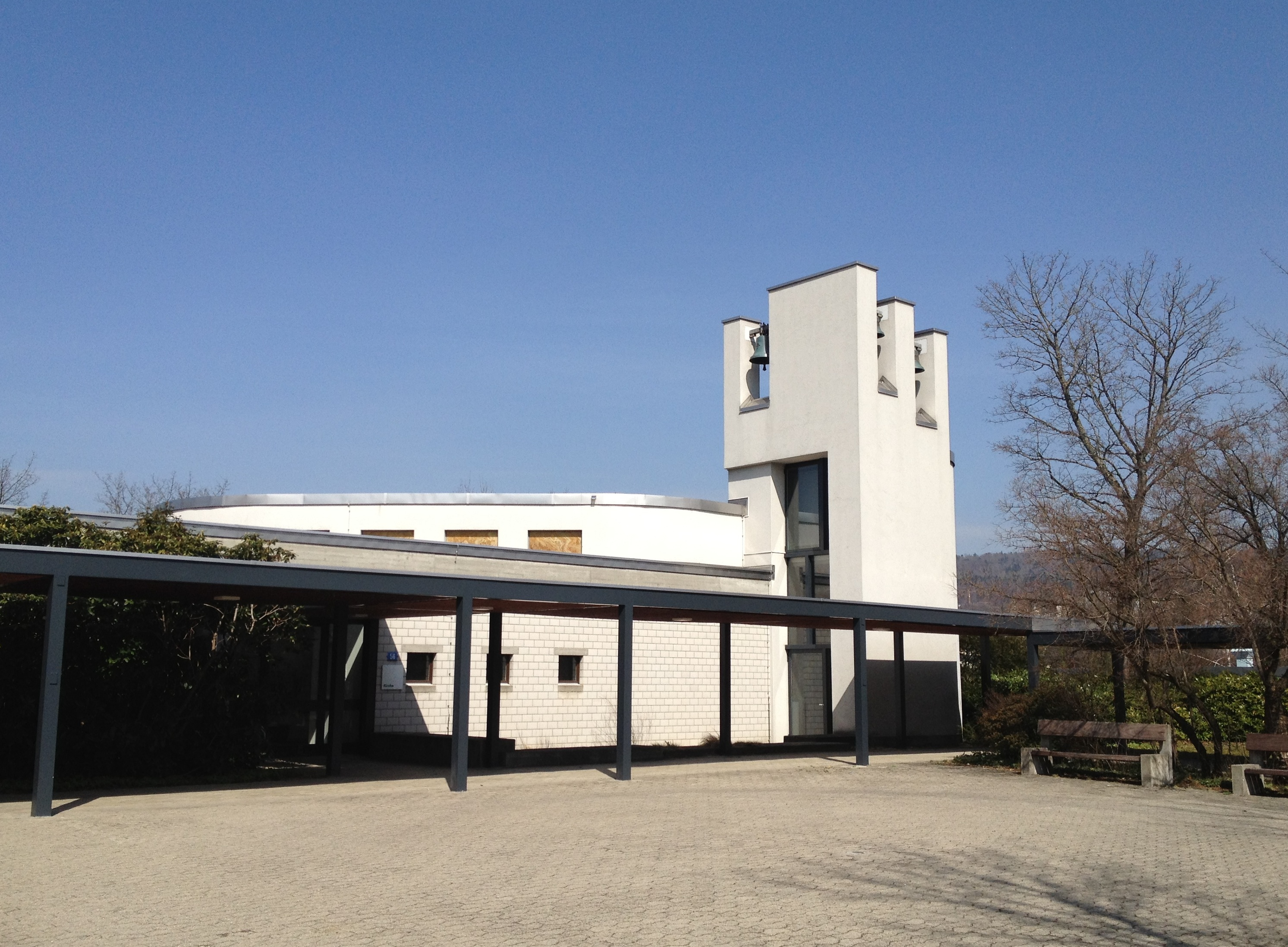
کلیسای مرکز صرع سوئیس طراحی شده توسط دی برونو جاکومتیکلیسای مرکز صرع سوئیس طراحی شده توسط دی برونو جاکومتی.

۲۱ مارس ۲۰۱۲
- مشارکت‌کنندگان ویکی‌پدیا. «Bruno Giacometti». در دانشنامهٔ ویکی‌پدیای انگلیسی، بازبینی‌شده در ۲۰ اوت ۲۰۱۴.
- «Bruno Giacometti». دریافت‌شده در ۲۰ اوت ۲۰۱۴.[پیوند مرده]